# 62e escadre de transport
La 62e escadre de transport est une unité de transport de l'Armée de l'air française formée le 1er mai 1946 sur la base d'Alger Maison Blanche et dissoute le 1er septembre 1978 sur la base de Reims. 
Cette unité est réactivée le 5 septembre 2017 sur la Base aérienne 123 Orléans-Bricy,.

## Historique

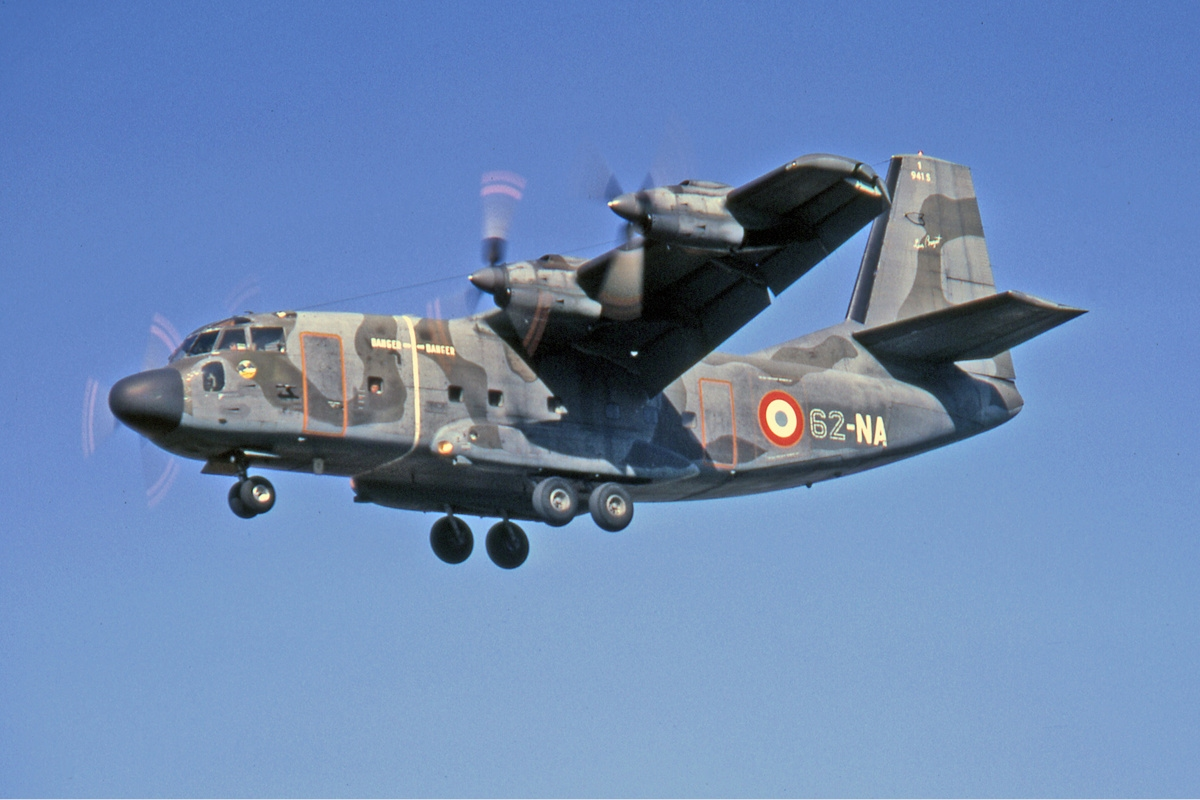
Breguet 941 du 3/62 Ventoux

La 62e escadre de transport est créée au lendemain de la Seconde Guerre mondiale en Algérie. Elle regroupe deux groupes de transport (GT) :
- le GT I/62 « Algérie »
- le GT II/52 (puis II/62) « Franche-Comté ». À l'origine unité de bombardement, il conserve ce rôle jusqu'à la fin de la Seconde Guerre mondiale avant de devenir une unité de transport tactique[3].

L'escadre sert durant la guerre d'Indochine puis la guerre d'Algérie, sur différentes machines dont le AAC.1 Toucan et le Douglas C-47 Skytrain, puis est dotée au début des années 1960 d'un avion de conception française, le Nord 2501 « Noratlas ». L'escadre est dissoute en 1978, l'année de l'opération Bonite à Kolwezi, au moment du remplacement des Noratlas par les C-160 Transall. Son drapeau est confié à la Base aérienne 217 Brétigny-sur-Orge jusqu'à la dissolution de cette dernière en 2012.
Lors de sa re-création en 2017, l'escadre est au format « base aérienne XXI » des unités de transport tactique métropolitaines de l'Armée de l'air. Elle compte deux escadrons navigants :  
- Escadron de transport 2/61 Franche-Comté
- Escadron de transport 3/61 Poitou, l'escadron des forces spéciales. La France est, avec le Royaume-Uni et les États-Unis, une des rares nations à posséder son propre escadron d'avions de transport dédié aux opérations spéciales[3].

Elle inclut aussi l'Escadron de soutien technique aéronautique (ESTA) 15.062, unité créée spécialement pour elle. Forte de 150 mécaniciens, elle assure la disponibilité de la flotte des 14 C-130H Hercules acquis par l'armée de l'air en 1987, et des premiers C-130J Super Hercules arrivés en 2017. L'ESTA assure des visites périodiques, la maintenance sur le terrain, en opération extérieure notamment, incombant aux mécaniciens des escadrons aériens. 
La 62e escadre de transport dispose de son propre état-major, et le « Franche-Comté » possède une Escadrille d'instruction des équipages (EIE) qui forme les équipages des deux escadrons. Dans le cadre du projet TAM (Transport aérien militaire) 2023, il est prévu la création d'un escadron franco-allemand en 2021. Il sera doté de dix avions, quatre français et six allemands, opérés en équipages mixtes et selon des procédures identiques. Il est également prévu que le « Franche-Comté » devienne un escadron de transformation opérationnelle sur C-130H pour les futurs pilotes, navigateurs et mécaniciens.  

## Escadrons
Anjou

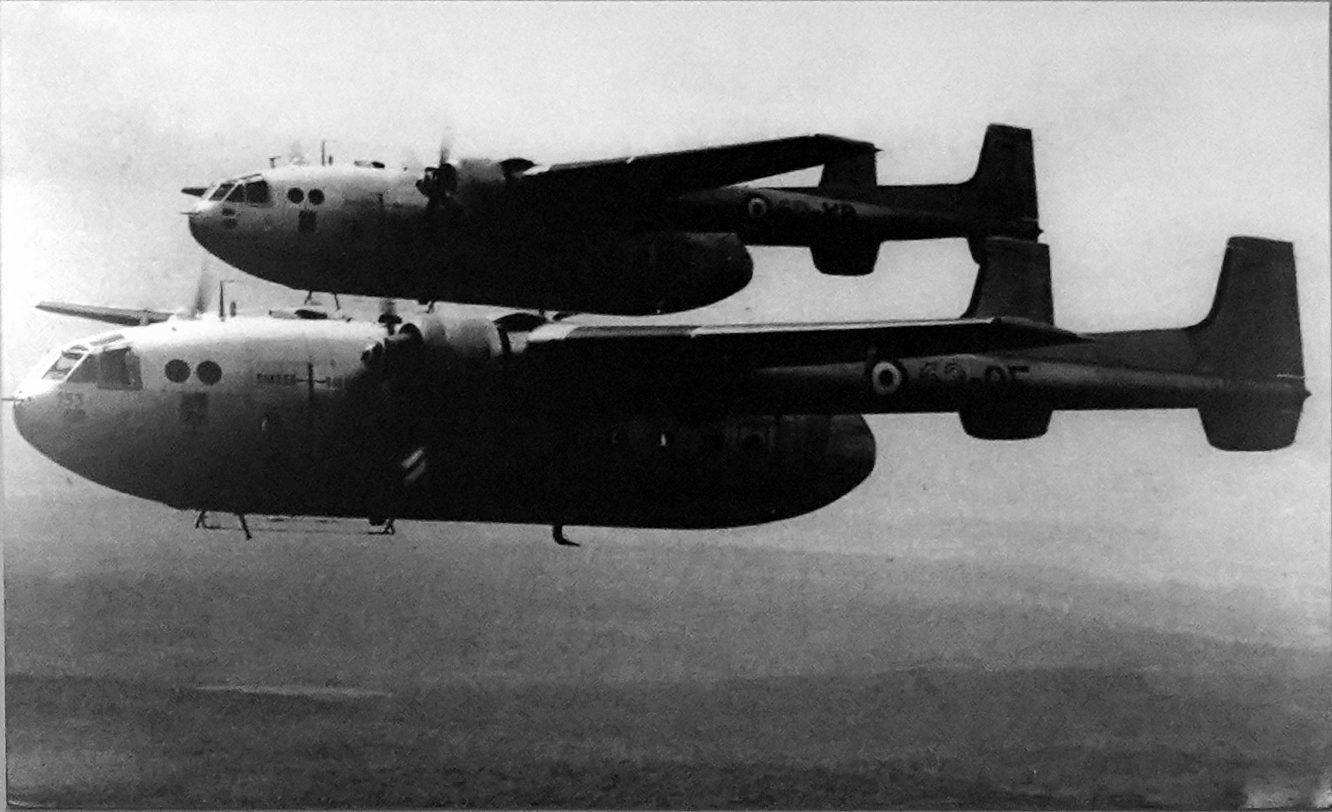
De la base de Reims.

- Groupe de Transport II/62 Anjou : du 01/12/1956 au 7/12/1961
- Escadron de Transport 2/62 Anjou : du 01/10/1963 au 01/07/1978 (en 2015 Escadron de transport 2/64 Anjou à Evreux)

Algérie
- Groupe de Transport I/62 Algérie : du 01/05/46 au 01/08/1949 et du 01/01/1962 au 01/10/1963

Franche-Comté
- Groupe de Transport II/52 Franche-Comté : du 01/05/1946 au 01/07/1947
- Groupe de Transport II/62 Franche-Comté : du 01/07/1947 au 01/08/1949
- Escadron de transport 2/61 Franche-Comté : à partir du 05/09/2017

Poitou
- Escadron de transport 3/61 Poitou : à partir du 05/09/2017

Sahara
- Groupe de Transport III/62 Sahara : du 01/01/1962 au 01/04/1964

Vercors
- Escadron de transport 1/62 Vercors : 01/10/1963 au 01/09/1978

Ventoux
- Escadron de transport 3/62 Ventoux : 10/08/1970 au 01/08/1974

## Bases
- BA149 Alger Maison Blanche (de la formation de l'escadre le 1er mai 1946 jusqu'au 1er octobre 1963)
- BA 140 Blida (de mai 1930 au 31 août 1963 où elle est dissoute)
- BA112 Reims (du 1er avril 1964 à la dissolution de l'escadre, le 1er septembre 1978)
- BA123 Orléans : à partir du 5 septembre 2017

## Appareils
- Junkers Ju-52 Toucan : du 01/05/46 au 01/08/1949
- Nord 2501 Noratlas : du 01/01/1962 au 01/09/1978
- Breguet 941 : du 04/09/1970 au 11/04/1974
- C-130H Hercules : à partir du 05/09/2017
- C-130J-30 Super Hercules : depuis décembre 2017